# رمان‌نویس

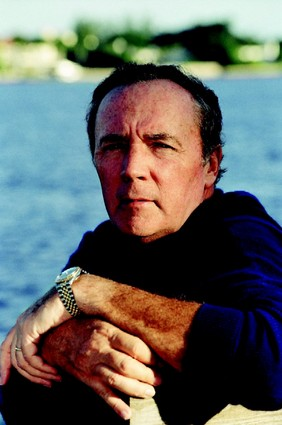
جیمز پترسون، که از نظر مالی یکی از موفق‌ترین رمان‌نویسان معاصر است و در سال ۲۰۱۰، ۷۰ میلیون دلار درآمد به دست آورد.

رمان‌نویس (انگلیسی: Novelist) کسی است که رمان می‌نویسد؛ گرچه رمان‌نویس‌ها اغلب در سایر ژانرهای داستانی و غیر داستانی نیز می‌نویسند. برخی رمان‌نویس‌ها این کار را به صورت حرفه‌ای انجام می‌دهند و خرج زندگی خود را از طریق نوشتن رمان و سایر داستان‌ها درمی‌آورند ولی برخی موفق به کسب درآمدی قابل‌توجه نمی‌شوند و نیز برخی به عنوان کار فرعی این فعالیت را دنبال می‌کنند.

## برخی رمان‌نویس‌های مرد ایرانی
1. محمود دولت‌آبادی
2. بزرگ علوی
3. عباس معروفی
4. جلال آل‌احمد
5. صمد بهرنگی
6. علی‌محمد افغانی
7. رضا امیرخانی
8. محمدعلی جمال‌زاده
9. هوشنگ گلشیری

۱۰. صادق هدایت

## برخی رمان‌نویس‌های زن ایرانی
1. سیمین دانشور
2. زویا پیرزاد[۲]
3. یسنا باقری